# موزه آب بندرعباس
 موزه آب  یا ( موزه آب بندر عباس ) نام یکی از مناطق تاریخی استان هرمزگان است. این موزه در بخش مرکزی شهرستان بندرعباس در استان هرمزگان قرار دارد و یکی از نقاط دیدنی استان هرمزگان در جنوب ایران است.
این موزه یکی از زیر مجموعه‌های خیابان ۲۲ بهمن شهر بندرعباس است، وقدمت آن به دورهٔ صفویه می‌رسد.

## بازسازی
موزهٔ آب به سبک زیبایی بازسازی شده و در آن: أنواع کوزه (جهله)، أنواع خمرهٔ آب به نام (کروش)، خمره‌های سنگی (موو) یایهٔ مشک (مشک تروز)، وتصاویری از ظروف آب و گاو چاه، و چاه چرخ گاوی به نمایش گذاشته شده‌است. این موزه محل مناسبی برای شناخت آثار و ابنیه‌های تارخی در زمینه‌های مختلف مربوط به آب است. 
ایجاد و راه اندازی  موزه آب  یکی از راه‌های ارائه و نمایش تلاش و سخت کوشی انسان در حفر چاه‌های آب و قنات، و همچنین حفظ ارزش این میراث کهن، نگهداری و شناساندن ابزار و اشیاء مربوط به حفر آن می‌باشد. 